# Bekondo
Bekondo är en ort i Kamerun.   Den ligger i regionen Sydvästra regionen, i den västra delen av landet, 260 km väster om huvudstaden Yaoundé. Bekondo ligger 382 meter över havet och antalet invånare är 7 331.
Terrängen runt Bekondo är kuperad söderut, men norrut är den platt. Trakten runt Bekondo är ganska tätbefolkad, med 62 invånare per kvadratkilometer. Närmaste större samhälle är Kumba, 14,8 km öster om Bekondo. I omgivningarna runt Bekondo växer i huvudsak städsegrön lövskog.